# Ujung Tanjung (Benai)
Ujung Tanjung is een bestuurslaag in het regentschap Kuantan Singingi van de provincie Riau, Indonesië. Ujung Tanjung telt 344 inwoners (volkstelling 2010).